# Pievigina Calcio 1985-1986
Questa voce raccoglie le informazioni riguardanti il Pievigina Calcio nelle competizioni ufficiali della stagione 1985-1986.

## Rosa
| N. |                   | Ruolo | Calciatore          |
| -- | ----------------- | ----- | ------------------- |
|    | Italia (bandiera) |       | Antoniazzi          |
|    | Italia (bandiera) | C     | Gianfranco Borgato  |
|    | Italia (bandiera) | C     | Giampiero Bortolato |
|    | Italia (bandiera) | D     | Pietro Breda        |
|    | Italia (bandiera) | A     | Nuccio Bresolin     |
|    | Italia (bandiera) | C     | Antonio Brunetta    |
|    | Italia (bandiera) | C     | Renato Calliman     |
|    | Italia (bandiera) | P     | Renato Da Ros       |
|    | Italia (bandiera) |       | De Marco            |
|    | Italia (bandiera) | P     | Massimo Devido      |
|    | Italia (bandiera) | D     | Claudio Di Spirito  |

| N. |                   | Ruolo | Calciatore       |
| -- | ----------------- | ----- | ---------------- |
|    | Italia (bandiera) | A     | Silvano Dorigo   |
|    | Italia (bandiera) | A     | Stefano Gerlin   |
|    | Italia (bandiera) | A     | Gigino Longo     |
|    | Italia (bandiera) | C     | Antonio Maset    |
|    | Italia (bandiera) | D     | Fabio Olivotto   |
|    | Italia (bandiera) |       | Pocchetto Paolo  |
|    | Italia (bandiera) | C     | Claudio Pozzobon |
|    | Italia (bandiera) | C     | Francesco Rossi  |
|    | Italia (bandiera) |       | Tessaro          |
|    | Italia (bandiera) | C     | Antonio Tormen   |